# Don Barnes
Don Barnes (3 dicembre 1952) è un cantante, musicista e polistrumentista statunitense.

## Biografia
Membro fondatore della formazione southern rock 38 Special, è stato la voce principale in molti dei più grandi successi del gruppo, tra cui Rockin 'in the Night, Hold On Loosely, Back Where You Belong e Back to Paradise. Nel 1988 ha lasciato la band, venendo quindi sostituito da Max Carl.
Nel 1989 ha pubblicato il suo unico album da solista, in cui ha collaborato con musicisti come Jeff Porcaro e Dann Huff. Il disco è stato coprodotto dal cantautore Martin Briley.
Nel 1992 Barnes è rientrato nei 38 Special e tuttora ne fa parte.